# Палаюча земля
«Палаюча земля» (нім. Der Brennende Acker) — фільм-драма режисера Фрідріха Вільгельма Мурнау, який вийшов на екрани в 1923 році.
Фільм знято на чорно-білій плівці, без звуку.
В Україні фільм демонструвався, зокрема, на другому фестивалі німого кіно в Києві.

## Сюжет
Син селянина Йоганес має великі плани: він стає секретарем одного графа, та, випадково дізнається, що графові належить «Чортова ділянка», на які знаходиться коштовне джерео нафти. Після смерті графа, Йоганес одружується на його вдові — Хельзі, аби отримати у власність цю ділянку. Однак, Хельга, без відома свого нового чоловіка продає цю ділянку. Дізнавшись про те, що Йоханес одружився із нею винятково через цю ділянку, вона кінчає життя самогубством — топить себе. Із відчаю, донька графа, яка колись полюбила Йоханеса, підпалює нафтове джерело, кінчаючи, в такий спосіб, із своїм життям. В розпачі повертається Йоганес на маєток свого батька.